# Malediwski język migowy

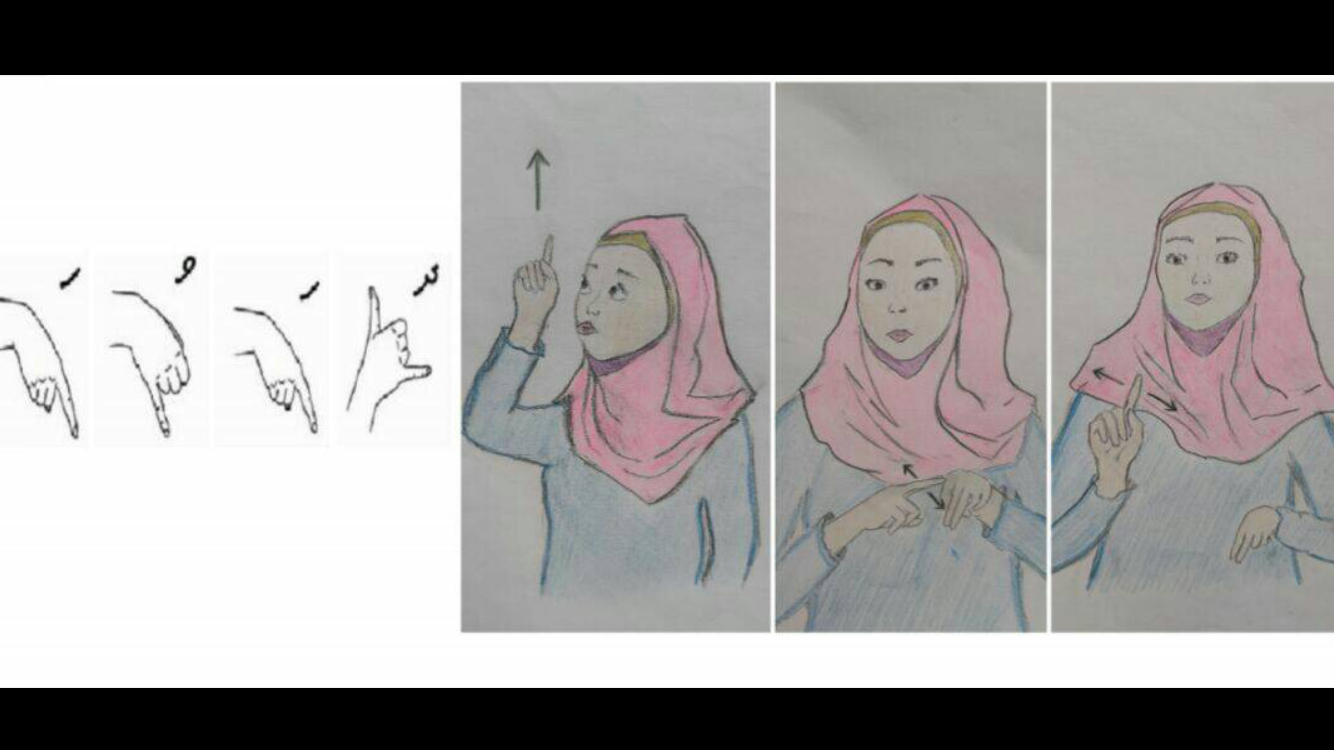
Malediwski język migowy

Malediwski język migowy (MvSL) – język migowy, którym posługują się głusi na Malediwach, stanowiący ich naturalny język komunikacji. Jest to język wizualno-przestrzenny. Według szacunków językiem posługuje się około 2700 osób.
Opublikowany w 2009 roku „Słownik malediwskiego języka migowego” zawiera znaki około 650 słów, objaśnionych w języku angielskim i języku malediwskim (dhivehi). Został opublikowany ponieważ w 2007 roku, jego autor Amaresh Gopalakrishnan był zaskoczony, że nie mógł porozumieć się z głuchymi za pomocą znaków, których uczył się w szkole. Podróżował z Ahmedem Ashfagiem, szefem Malediwskiego Stowarzyszenia Głuchych, na cztery wyspy i odkrył, że każda ma własny zestaw znaków. Słownik zilustrował ojciec autora, który jest głuchy. Szkoła Jamaaluddin w Male zaczęła oferować zajęcia dla dzieci niesłyszących w 1985 roku. Nadal jednak rodzice ukrywają swoje głuche dzieci. Od 11 września 2008 roku działa „Malediwskie Stowarzyszenie Głuchych” („Maldives Deaf Association”, MDA) promujące naukę języka migowego w szkołach.